# Jerzy Orzeł
Jerzy Marian Orzeł (ur. 27 marca 1953 w Żegocinie, zm. 9 września 2023) – polski polityk, przedsiębiorca, poseł na Sejm X kadencji (1989–1991), wojewoda tarnowski (1991–1994).

## Życiorys
Urodził się w Żegocinie jako syn Mariana i Walerii. Wychował się w miejscowości Rozdziele. Ukończył Policealne Studium Zawodowe oraz studia z zakresu zarządzania finansami w Akademii Górniczo-Hutniczej w Krakowie. Pracował jako elektronik utrzymania ruchu, był zatrudniony w Zakładzie Przetwórstwa Hutniczego w Bochni.
W 1980 wstąpił do Niezależnego Samorządnego Związku Zawodowego „Solidarność”, został przewodniczącym komisji zakładowej związku. Po wprowadzeniu stanu wojennego organizował strajk w zakładzie pracy, został za to skazany na karę 3,5 roku pozbawienia wolności.
W 1989 został wybrany na posła na Sejm X kadencji z okręgu tarnowskiego z poparciem Komitetu Obywatelskiego. W Sejmie należał do Obywatelskiego Klubu Parlamentarnego, w którym pełnił funkcję sekretarza, był również zastępcą przewodniczącego Komisji Nadzwyczajnej do rozpatrzenia projektów ustaw dotyczących spółdzielczości. W 1991 nie ubiegał się o reelekcję, w tym samym roku wystąpił z Porozumienia Centrum, którego był współzałożycielem. Od 1991 do 1994 zajmował stanowisko wojewody tarnowskiego.
W 1996 otrzymał koncesję na zorganizowanie lokalnej rozgłośni radiowej w Bochni funkcjonującej pod nazwą Radia Gama. Zajmował się własną działalnością gospodarczą, prowadził firmę z zakresu doradztwa. Był dyrektorem zarządu spółki prawa handlowego, w 2009 został dyrektorem zakładu opieki zdrowotnej w Dąbrowie Tarnowskiej.

## Odznaczenia i wyróżnienia
W 2011 prezydent Bronisław Komorowski odznaczył go Krzyżem Oficerskim Orderu Odrodzenia Polski. W 2023 prezydent Andrzej Duda nadał mu pośmiertnie Krzyż Komandorski tego orderu.
W 2015 otrzymał Krzyż Wolności i Solidarności. W 2010 wyróżniony Medalem „Niezłomnym w słowie”.